# Bishopella
Genre
Bishopella est un genre d'opilions laniatores de la famille des Phalangodidae.

## Distribution
Les espèces de ce genre sont endémiques des États-Unis. Elles se rencontrent en Caroline du Nord, en Caroline du Sud, en Géorgie, en Alabama et au Tennessee.

## Liste des espèces
Selon World Catalogue of Opiliones (08/10/2021) :
- Bishopella jonesi Goodnight & Goodnight, 1942
- Bishopella laciniosa (Crosby & Bishop, 1924)

## Étymologie
Ce genre est nommé en l'honneur de Sherman Chauncey Bishop.

## Publication originale
- Roewer, 1927 : « Weitere Weberknechte I. 1. Ergänzung der: "Weberknechte der Erde", 1923. » Abhandlungen des Naturwissenschaftlichen Vereins zu Bremen, vol. 26, p. 261–402.